# Șah-mat
- Anul apariției: 2004
- Genul muzical: folk
- Casa de discuri: Nova Music

Șah Mat este al paisprezecelea album al solistului brăilean Nicu Alifantis. A fost înregistrat, mixat și masterizat în București în perioada 25 octombrie - 11 noiembrie 2004. Albumul este produs în întregime de Nicu Alifantis (voce, chitară acustică) și trupa ZAN: Răzvan Mirică (chitară electrică, chitară acustică), Sorin Voinea (keyboards & programare), Virgil Popescu (chitară bas, aranjamente & vocal), Relu Bitulescu  (baterie). Invitat special la piesa "La calul balan", Alex Velea.

## Listă de piese
1. "Cântec scurt"
2. "Întâmplare simplă"
3. "Vino noaptea"
4. "Aproape liniște"
5. "Balada blondelor iubiri"
6. "Focul vânat"
7. "Inscripție pe un inel"
8. "Rar"
9. "Piața Romană Nr.9"
10. "Crocodilul"
11. "La calul bălan"
12. "Epilog"